# Ponto lista
Em tipografia, um ponto lista (em inglês: bullet) (•) é um marcador tipográfico ou glifo usado para organizar itens em uma lista.
Exemplos de utilização do ponto lista:
• Item 1
• Item 2
• Item 3
O ponto lista pode tomar grande variedade de formas, como círculo (ᴏ), quadrado (□), diamante (◊) ou seta (→). O software típico do processador de texto oferece uma ampla seleção de formas e cores. Vários símbolos regulares, como asterisco (*)), hífen (–), ponto final (.) e até letras minúsculas (o, minúscula da letra O), são convencionalmente usados em ASCII (só texto) ou em outros ambientes onde os caracteres ponto lista não estão disponíveis. Ao escrever manualmente, os pontos lista podem ser desenhadas em qualquer estilo. Historicamente, o símbolo de índice (que representa uma mão com um dedo indicador apontando) era popular para usos semelhantes.
O nome HTML para uma lista com marcadores é "lista não ordenada", porque os itens da lista não são organizados em ordem numérica (como seria em uma "lista numerada").